# تپه کانی اشکوت
تپه کانی اشکوت مربوط به دوره اشکانیان - دوره ساسانیان است و در شهرستان پیرانشهر، بخش مرکزی، روستای کانی اشکوت واقع شده و این اثر در تاریخ ۱۷ اسفند ۱۳۸۱ با شمارهٔ ثبت ۷۷۴۹ به‌عنوان یکی از آثار ملی ایران به ثبت رسیده است.